# Bastian Schweinsteiger
Bastian Schweinsteiger (Kolbermoor, 1 augustus 1984) is een Duits voormalig voetballer die doorgaans op het middenveld speelde. Hij tekende in maart 2017 bij Chicago Fire, dat hem overnam van Manchester United. Schweinsteiger was van juni 2004 tot en met juni 2016 ook international in het Duits voetbalelftal, waarvoor hij 121 interlands speelde en 24 keer scoorde.

## Clubcarrière

### Bayern München
Schweinsteiger begon met voetballen bij FV Oberaudorf en speelde tevens bij TSV 1860 Rosenheim alvorens hij in 1998 de overstap naar de jeugd van Bayern München maakte. Daarvoor debuteerde hij in het seizoen 2002/03 in de hoofdmacht. Vervolgens werd hij met Bayern landskampioen in de seizoenen 2002/03, 2004/05, 2005/06, 2007/08, 2009/10, 2012/13, 2013/14 en 2014/15 en won hij met zijn ploeggenoten de DFB-Pokal in 2002/03, 2004/05, 2005/06, 2007/08 en 2009/10. Daarnaast bereikte hij met Bayern de finale van de UEFA Champions League 2009/10, waarin Internazionale met 2-0 won. Op 19 mei 2012 miste hij de vijfde, beslissende strafschop tegen Chelsea in de finale van de UEFA Champions League 2011/12, na 120 minuten en een eindstand van 1-1. Schweinsteiger en Bayern wonnen de UEFA Champions League 2012/13 vervolgens wel, door in de finale Borussia Dortmund te verslaan.

### Manchester United
Na dertien jaar in het eerste team van Bayern München tekende Schweinsteiger in juli 2015 een contract tot medio 2018 bij Manchester United. Dat betaalde circa €20.250.000,- voor hem. Hij maakte op 17 juli 2015 zijn officieuze debuut voor Manchester United in een oefenwedstrijd in Seattle tegen Club América. Naast hem maakten ook Matteo Darmian, Memphis Depay en Morgan Schneiderlin – de maker van het winnende doelpunt – hun debuut voor United. Schweinsteiger werd zowel onder coach Louis van Gaal als onder diens opvolger José Mourinho nooit een vaste waarde bij de Engelse club. Daarmee won hij in 2015/16 wel de FA Cup en in 2016/17 de EFL Cup. In het eerstgenoemde toernooi kwam hij dat jaar twee keer in actie, in het tweede één keer. In 2016/17 kwam Schweinsteiger amper meer aan spelen toe.

### Chicago Fire
Chicago Fire maakte op 21 maart 2017 bekend dat het Schweinsteiger overnam van Manchester United. Schweinsteiger ging in Amerika weer spelen met rugnummer 31. In 2019 beëindigde hij zijn carrière als voetballer.

## Clubstatistieken
| Seizoen         | Club              | Competitie          | Competitie | Competitie | Beker | Beker | Internationaal | Internationaal | Overig | Overig | Totaal | Totaal |
| Seizoen         | Club              | Competitie          | Wed.       | Dlp.       | Wed.  | Dlp.  | Wed.           | Dlp.           | Wed.   | Dlp.   | Wed.   | Dlp.   |
| --------------- | ----------------- | ------------------- | ---------- | ---------- | ----- | ----- | -------------- | -------------- | ------ | ------ | ------ | ------ |
| 2002/03         | Bayern München    | Bundesliga          | 14         | 0          | 2     | 2     | 1              | 0              | 0      | 0      | 17     | 2      |
| 2003/04         | Bayern München    | Bundesliga          | 26         | 4          | 3     | 0     | 3              | 0              | 1      | 0      | 33     | 4      |
| 2004/05         | Bayern München    | Bundesliga          | 26         | 3          | 6     | 0     | 7              | 1              | 0      | 0      | 39     | 4      |
| 2005/06         | Bayern München    | Bundesliga          | 30         | 3          | 4     | 0     | 7              | 0              | 1      | 0      | 42     | 3      |
| 2006/07         | Bayern München    | Bundesliga          | 27         | 4          | 3     | 0     | 8              | 2              | 2      | 0      | 40     | 6      |
| 2007/08         | Bayern München    | Bundesliga          | 30         | 1          | 4     | 0     | 12             | 0              | 2      | 1      | 48     | 2      |
| 2008/09         | Bayern München    | Bundesliga          | 31         | 5          | 4     | 2     | 9              | 2              | 0      | 0      | 44     | 9      |
| 2009/10         | Bayern München    | Bundesliga          | 33         | 2          | 4     | 1     | 12             | 0              | 0      | 0      | 49     | 3      |
| 2010/11         | Bayern München    | Bundesliga          | 32         | 4          | 5     | 2     | 7              | 2              | 1      | 0      | 45     | 8      |
| 2011/12         | Bayern München    | Bundesliga          | 22         | 3          | 3     | 1     | 11             | 1              | 0      | 0      | 36     | 5      |
| 2012/13         | Bayern München    | Bundesliga          | 28         | 7          | 5     | 0     | 12             | 2              | 0      | 0      | 45     | 9      |
| 2013/14         | Bayern München    | Bundesliga          | 23         | 4          | 4     | 1     | 8              | 3              | 1      | 0      | 36     | 8      |
| 2014/15         | Bayern München    | Bundesliga          | 20         | 5          | 2     | 0     | 6              | 0              | 0      | 0      | 28     | 5      |
| Club totaal     | Club totaal       | Club totaal         | 342        | 45         | 47    | 9     | 103            | 13             | 8      | 1      | 500    | 68     |
| 2015/16         | Manchester United | Premier League      | 18         | 1          | 3     | 0     | 10             | 0              | 0      | 0      | 31     | 1      |
| 2016/17         | Manchester United | Premier League      | 0          | 0          | 3     | 1     | 1              | 0              | 0      | 0      | 4      | 1      |
| Club totaal     | Club totaal       | Club totaal         | 18         | 1          | 6     | 1     | 11             | 0              | 0      | 0      | 35     | 1      |
| 2017            | Chicago Fire      | Major League Soccer | 25         | 3          | 1     | 0     | 0              | 0              | 0      | 0      | 26     | 3      |
| 2018            | Chicago Fire      | Major League Soccer | 31         | 4          | 4     | 0     | 0              | 0              | 0      | 0      | 35     | 4      |
| 2019            | Chicago Fire      | Major League Soccer | 22         | 0          | 1     | 0     | 0              | 0              | 0      | 0      | 23     | 0      |
| Club totaal     | Club totaal       | Club totaal         | 78         | 7          | 6     | 0     | 0              | 0              | 0      | 0      | 85     | 7      |
| Carrière totaal | Carrière totaal   | Carrière totaal     | 438        | 53         | 62    | 10    | 114            | 13             | 8      | 1      | 614    | 76     |

Bijgewerkt tot en met 31 juli 2019

## Interlandcarrière
Schweinsteiger maakte op 6 juni 2004 zijn debuut in het Duits voetbalelftal tegen Hongarije. Op het WK 2006 in eigen land en het WK 2010 behoorde hij tot de selectie. Op het EK 2008 behoorde Schweinsteiger ook tot de selectie en werd hij aan het einde van de tweede wedstrijd tegen Kroatië met een rode kaart van het veld gestuurd wegens onsportief gedrag. In de kwartfinale van hetzelfde toernooi speelde Duitsland tegen Portugal en maakte hij het eerste doelpunt na aangeven van Lukas Podolski. Die wedstrijd werd hij verkozen tot Man of the Match. In de halve finale tegen Turkije scoorde Schweinsteiger de 1–1, wederom op aangeven van Podolski. Die wedstrijd werd gewonnen met 3–2. Op 15 oktober 2013 speelde hij zijn honderdste interland tegen Zweden. Op het WK 2014 werd Schweinsteiger wereldkampioen met de Duitse ploeg. Met het Duits elftal nam hij in 2016 deel aan het Europees kampioenschap voetbal in Frankrijk. Duitsland werd op 7 juli 2016 in de halve finale uitgeschakeld door Frankrijk (0–2), na in de eerdere twee knock-outwedstrijden Slowakije (3–0) en Italië (1–1, 6–5 na strafschoppen) te hebben verslagen. Schweinsteiger speelde die dag zijn 38e wedstrijd op een EK of WK en verbrak daarmee het record van Miroslav Klose uit 2014. Na afloop van het toernooi stopte hij als international. Hij speelde op 31 augustus 2016 ter afscheid zijn 121e en laatste interland, vriendschappelijk tegen Finland.

### Overzicht als interlandspeler
| Interlands van Bastian Schweinsteiger voor Duitsland | Interlands van Bastian Schweinsteiger voor Duitsland | Interlands van Bastian Schweinsteiger voor Duitsland | Interlands van Bastian Schweinsteiger voor Duitsland | Interlands van Bastian Schweinsteiger voor Duitsland | Interlands van Bastian Schweinsteiger voor Duitsland | Interlands van Bastian Schweinsteiger voor Duitsland |
| №                                                    | Datum                                                | Wedstrijd                                            | Uitslag                                              | Competitie                                           | Goals                                                | Assists                                              |
| Als speler bij Bayern München                        | Als speler bij Bayern München                        | Als speler bij Bayern München                        | Als speler bij Bayern München                        | Als speler bij Bayern München                        | Als speler bij Bayern München                        | Als speler bij Bayern München                        |
| ---------------------------------------------------- | ---------------------------------------------------- | ---------------------------------------------------- | ---------------------------------------------------- | ---------------------------------------------------- | ---------------------------------------------------- | ---------------------------------------------------- |
| 1                                                    | 6 juni 2004                                          | Duitsland – Hongarije                                | 0 – 2                                                | Vriendschappelijk                                    | 0                                                    | 0                                                    |
| 2                                                    | 15 juni 2004                                         | Duitsland – Nederland                                | 1 – 1                                                | EK 2004                                              | 0                                                    | 0                                                    |
| 3                                                    | 19 juni 2004                                         | Duitsland – Letland                                  | 0 – 0                                                | EK 2004                                              | 0                                                    | 0                                                    |
| 4                                                    | 23 juni 2004                                         | Tsjechië – Duitsland                                 | 2 – 1                                                | EK 2004                                              | 0                                                    | 1                                                    |
| 5                                                    | 18 augustus 2004                                     | Oostenrijk – Duitsland                               | 1 – 3                                                | Vriendschappelijk                                    | 0                                                    | 0                                                    |
| 6                                                    | 9 oktober 2004                                       | Iran – Duitsland                                     | 0 – 2                                                | Vriendschappelijk                                    | 0                                                    | 0                                                    |
| 7                                                    | 17 november 2004                                     | Duitsland – Kameroen                                 | 3 – 0                                                | Vriendschappelijk                                    | 0                                                    | 0                                                    |
| 8                                                    | 16 december 2004                                     | Japan – Duitsland                                    | 0 – 3                                                | Vriendschappelijk                                    | 0                                                    | 0                                                    |
| 9                                                    | 19 december 2004                                     | Zuid-Korea – Duitsland                               | 3 – 1                                                | Vriendschappelijk                                    | 0                                                    | 0                                                    |
| 10                                                   | 21 december 2004                                     | Thailand – Duitsland                                 | 1 – 5                                                | Vriendschappelijk                                    | 0                                                    | 0                                                    |
| 11                                                   | 9 februari 2005                                      | Duitsland – Argentinië                               | 2 – 2                                                | Vriendschappelijk                                    | 0                                                    | 0                                                    |
| 12                                                   | 26 maart 2005                                        | Slovenië – Duitsland                                 | 0 – 1                                                | Vriendschappelijk                                    | 0                                                    | 0                                                    |
| 13                                                   | 4 juni 2005                                          | Noord-Ierland – Duitsland                            | 1 – 4                                                | Vriendschappelijk                                    | 0                                                    | 0                                                    |
| 14                                                   | 8 juni 2005                                          | Duitsland – Rusland                                  | 2 – 2                                                | Vriendschappelijk                                    | 2                                                    | 0                                                    |
| 15                                                   | 15 juni 2005                                         | Duitsland – Australië                                | 2 – 2                                                | Confederations Cup                                   | 0                                                    | 0                                                    |
| 16                                                   | 18 juni 2005                                         | Duitsland – Tunesië                                  | 3 – 0                                                | Confederations Cup                                   | 1                                                    | 0                                                    |
| 17                                                   | 21 juni 2005                                         | Duitsland – Argentinië                               | 2 – 2                                                | Confederations Cup                                   | 0                                                    | 0                                                    |
| 18                                                   | 29 juni 2005                                         | Duitsland – Mexico                                   | 4 – 3                                                | Confederations Cup                                   | 1                                                    | 0                                                    |
| 19                                                   | 3 september 2005                                     | Slowakije – Duitsland                                | 2 – 0                                                | Vriendschappelijk                                    | 0                                                    | 0                                                    |
| 20                                                   | 7 september 2005                                     | Duitsland – Zuid-Afrika                              | 4 – 2                                                | Vriendschappelijk                                    | 0                                                    | 0                                                    |
| 21                                                   | 8 oktober 2005                                       | Turkije – Duitsland                                  | 2 – 1                                                | Vriendschappelijk                                    | 0                                                    | 0                                                    |
| 22                                                   | 12 oktober 2005                                      | Duitsland – China                                    | 1 – 0                                                | Vriendschappelijk                                    | 0                                                    | 0                                                    |
| 23                                                   | 12 november 2005                                     | Frankrijk – Duitsland                                | 0 – 0                                                | Vriendschappelijk                                    | 0                                                    | 0                                                    |
| 24                                                   | 1 maart 2006                                         | Italië – Duitsland                                   | 4 – 1                                                | Vriendschappelijk                                    | 0                                                    | 0                                                    |
| 25                                                   | 22 maart 2006                                        | Duitsland – Verenigde Staten                         | 4 – 1                                                | Vriendschappelijk                                    | 1                                                    | 0                                                    |
| 26                                                   | 27 mei 2006                                          | Duitsland – Luxemburg                                | 7 – 0                                                | Vriendschappelijk                                    | 0                                                    | 0                                                    |
| 27                                                   | 30 mei 2006                                          | Duitsland – Japan                                    | 2 – 2                                                | Vriendschappelijk                                    | 1                                                    | 0                                                    |
| 28                                                   | 2 juni 2006                                          | Duitsland – Colombia                                 | 3 – 0                                                | Vriendschappelijk                                    | 1                                                    | 0                                                    |
| 29                                                   | 9 juni 2006                                          | Duitsland – Costa Rica                               | 4 – 2                                                | WK 2006                                              | 0                                                    | 2                                                    |
| 30                                                   | 14 juni 2006                                         | Duitsland – Polen                                    | 1 – 0                                                | WK 2006                                              | 0                                                    | 0                                                    |
| 31                                                   | 20 juni 2006                                         | Duitsland – Ecuador                                  | 3 – 0                                                | WK 2006                                              | 0                                                    | 1                                                    |
| 32                                                   | 24 juni 2006                                         | Duitsland – Zweden                                   | 2 – 0                                                | WK 2006                                              | 0                                                    | 0                                                    |
| 33                                                   | 30 juni 2006                                         | Duitsland – Argentinië                               | 1 – 1                                                | WK 2006                                              | 0                                                    | 0                                                    |
| 34                                                   | 4 juli 2006                                          | Duitsland – Italië                                   | 0 – 2                                                | WK 2006                                              | 0                                                    | 0                                                    |
| 35                                                   | 8 juli 2006                                          | Duitsland – Portugal                                 | 3 – 1                                                | WK 2006                                              | 2                                                    | 0                                                    |
| 36                                                   | 16 augustus 2006                                     | Duitsland – Zweden                                   | 3 – 0                                                | Vriendschappelijk                                    | 1                                                    | 0                                                    |
| 37                                                   | 2 september 2006                                     | Duitsland – Ierland                                  | 1 – 0                                                | Kwalificatie EK 2008                                 | 0                                                    | 2                                                    |
| 38                                                   | 6 september 2006                                     | San Marino – Duitsland                               | 0 – 13                                               | Kwalificatie EK 2008                                 | 2                                                    | 0                                                    |
| 39                                                   | 7 oktober 2005                                       | Duitsland – Georgië                                  | 2 – 0                                                | Vriendschappelijk                                    | 1                                                    | 0                                                    |
| 40                                                   | 11 oktober 2006                                      | Slowakije – Duitsland                                | 1 – 4                                                | Kwalificatie EK 2008                                 | 1                                                    | 0                                                    |
| 41                                                   | 15 november 2006                                     | Cyprus – Duitsland                                   | 1 – 1                                                | Kwalificatie EK 2008                                 | 0                                                    | 0                                                    |
| 42                                                   | 7 februari 2007                                      | Duitsland – Zwitserland                              | 3 – 1                                                | Vriendschappelijk                                    | 0                                                    | 0                                                    |
| 43                                                   | 24 maart 2007                                        | Tsjechië – Duitsland                                 | 1 – 2                                                | Kwalificatie EK 2008                                 | 0                                                    | 0                                                    |
| 44                                                   | 8 september 2007                                     | Wales – Duitsland                                    | 0 – 2                                                | Kwalificatie EK 2008                                 | 0                                                    | 0                                                    |
| 45                                                   | 12 september 2007                                    | Duitsland – Roemenië                                 | 3 – 1                                                | Vriendschappelijk                                    | 0                                                    | 0                                                    |
| 46                                                   | 13 oktober 2007                                      | Ierland – Duitsland                                  | 0 – 0                                                | Kwalificatie EK 2008                                 | 0                                                    | 0                                                    |
| 47                                                   | 17 oktober 2007                                      | Duitsland – Tsjechië                                 | 0 – 3                                                | Kwalificatie EK 2008                                 | 1                                                    | 0                                                    |
| 48                                                   | 6 februari 2008                                      | Oostenrijk – Duitsland                               | 0 – 3                                                | Vriendschappelijk                                    | 0                                                    | 0                                                    |
| 49                                                   | 26 maart 2008                                        | Zwitserland – Duitsland                              | 0 – 4                                                | Vriendschappelijk                                    | 0                                                    | 0                                                    |
| 50                                                   | 27 mei 2008                                          | Duitsland – Wit-Rusland                              | 2 – 2                                                | Vriendschappelijk                                    | 0                                                    | 0                                                    |
| 51                                                   | 31 mei 2008                                          | Duitsland – Servië                                   | 2 – 1                                                | Vriendschappelijk                                    | 0                                                    | 0                                                    |
| 52                                                   | 8 juni 2008                                          | Duitsland – Polen                                    | 2 – 0                                                | EK 2008                                              | 0                                                    | 0                                                    |
| 53                                                   | 12 juni 2008                                         | Kroatië – Duitsland                                  | 2 – 1                                                | EK 2008                                              | 0                                                    | 0                                                    |
| 54                                                   | 19 juni 2008                                         | Portugal – Duitsland                                 | 2 – 3                                                | EK 2008                                              | 1                                                    | 2                                                    |
| 55                                                   | 25 juni 2008                                         | Duitsland – Turkije                                  | 3 – 2                                                | EK 2008                                              | 1                                                    | 0                                                    |
| 56                                                   | 29 juni 2008                                         | Duitsland – Spanje                                   | 0 – 1                                                | EK 2008                                              | 0                                                    | 0                                                    |
| 57                                                   | 20 augustus 2008                                     | Duitsland – België                                   | 2 – 0                                                | Vriendschappelijk                                    | 1                                                    | 0                                                    |
| 58                                                   | 6 september 2008                                     | Liechtenstein – Duitsland                            | 0 – 6                                                | Kwalificatie WK 2010                                 | 1                                                    | 0                                                    |
| 59                                                   | 10 september 2008                                    | Finland – Duitsland                                  | 3 – 3                                                | Kwalificatie WK 2010                                 | 0                                                    | 0                                                    |
| 60                                                   | 11 oktober 2008                                      | Duitsland – Rusland                                  | 2 – 1                                                | Kwalificatie WK 2010                                 | 0                                                    | 1                                                    |
| 61                                                   | 15 oktober 2008                                      | Duitsland – Wales                                    | 1 – 0                                                | Kwalificatie WK 2010                                 | 0                                                    | 1                                                    |
| 62                                                   | 19 november 2008                                     | Duitsland – Engeland                                 | 1 – 2                                                | Vriendschappelijk                                    | 0                                                    | 0                                                    |
| 63                                                   | 11 februari 2009                                     | Duitsland – Noorwegen                                | 0 – 1                                                | Vriendschappelijk                                    | 0                                                    | 0                                                    |
| 64                                                   | 28 maart 2009                                        | Duitsland – Liechtenstein                            | 4 – 0                                                | Kwalificatie WK 2010                                 | 1                                                    | 1                                                    |
| 65                                                   | 1 april 2009                                         | Wales – Duitsland                                    | 0 – 2                                                | Kwalificatie WK 2010                                 | 0                                                    | 0                                                    |
| 66                                                   | 29 mei 2009                                          | China – Duitsland                                    | 1 – 1                                                | Vriendschappelijk                                    | 0                                                    | 0                                                    |
| 67                                                   | 2 juni 2009                                          | Verenigde Arabische Emiraten – Duitsland             | 2 – 7                                                | Vriendschappelijk                                    | 0                                                    | 0                                                    |
| 68                                                   | 12 augustus 2009                                     | Azerbeidzjan – Duitsland                             | 0 – 2                                                | Kwalificatie WK 2010                                 | 0                                                    | 1                                                    |
| 69                                                   | 5 september 2009                                     | Duitsland – Zuid-Afrika                              | 2 – 0                                                | Vriendschappelijk                                    | 0                                                    | 0                                                    |
| 70                                                   | 9 september 2009                                     | Duitsland – Azerbeidzjan                             | 4 – 0                                                | Kwalificatie WK 2010                                 | 0                                                    | 0                                                    |
| 71                                                   | 10 oktober 2009                                      | Rusland – Duitsland                                  | 0 – 1                                                | Kwalificatie WK 2010                                 | 0                                                    | 0                                                    |
| 72                                                   | 18 november 2009                                     | Duitsland – Ivoorkust                                | 2 – 2                                                | Vriendschappelijk                                    | 0                                                    | 0                                                    |
| 73                                                   | 3 maart 2010                                         | Duitsland – Argentinië                               | 0 – 1                                                | Vriendschappelijk                                    | 0                                                    | 0                                                    |
| 74                                                   | 3 juni 2010                                          | Duitsland – Bosnië en Herzegovina                    | 1 – 1                                                | Vriendschappelijk                                    | 2                                                    | 0                                                    |
| 75                                                   | 13 juni 2010                                         | Australië – Duitsland                                | 0 – 4                                                | WK 2010                                              | 0                                                    | 0                                                    |
| 76                                                   | 18 juni 2010                                         | Duitsland – Servië                                   | 0 – 1                                                | WK 2010                                              | 0                                                    | 0                                                    |
| 77                                                   | 23 juni 2010                                         | Ghana – Duitsland                                    | 0 – 1                                                | WK 2010                                              | 0                                                    | 0                                                    |
| 78                                                   | 27 juni 2010                                         | Engeland – Duitsland                                 | 1 – 4                                                | WK 2010                                              | 0                                                    | 1                                                    |
| 79                                                   | 3 juli 2010                                          | Argentinië – Duitsland                               | 0 – 4                                                | WK 2010                                              | 0                                                    | 0                                                    |
| 80                                                   | 7 juli 2010                                          | Duitsland – Spanje                                   | 0 – 1                                                | WK 2010                                              | 0                                                    | 2                                                    |
| 81                                                   | 10 juli 2010                                         | Uruguay – Duitsland                                  | 2 – 3                                                | WK 2010                                              | 0                                                    | 0                                                    |
| 82                                                   | 3 september 2010                                     | België – Duitsland                                   | 0 – 1                                                | Kwalificatie EK 2012                                 | 0                                                    | 0                                                    |
| 83                                                   | 7 september 2010                                     | Duitsland – Azerbeidzjan                             | 6 – 1                                                | Kwalificatie EK 2012                                 | 0                                                    | 1                                                    |
| 84                                                   | 17 november 2010                                     | Zweden – Duitsland                                   | 0 – 0                                                | Vriendschappelijk                                    | 0                                                    | 0                                                    |
| 85                                                   | 9 februari 2011                                      | Duitsland – Italië                                   | 1 – 1                                                | Vriendschappelijk                                    | 0                                                    | 0                                                    |
| 86                                                   | 26 maart 2011                                        | Duitsland – Kazachstan                               | 4 – 0                                                | Kwalificatie EK 2012                                 | 0                                                    | 1                                                    |
| 87                                                   | 29 maart 2011                                        | Duitsland – Australië                                | 1 – 2                                                | Vriendschappelijk                                    | 0                                                    | 0                                                    |
| 88                                                   | 10 augustus 2011                                     | Duitsland – Brazilië                                 | 3 – 2                                                | Vriendschappelijk                                    | 1                                                    | 1                                                    |
| 89                                                   | 2 september 2011                                     | Duitsland – Oostenrijk                               | 6 – 2                                                | Kwalificatie EK 2012                                 | 0                                                    | 1                                                    |
| 90                                                   | 7 oktober 2011                                       | Turkije – Duitsland                                  | 1 – 3                                                | Kwalificatie EK 2012                                 | 1                                                    | 0                                                    |
| 91                                                   | 9 juni 2012                                          | Duitsland – Portugal                                 | 1 – 0                                                | EK 2012                                              | 0                                                    | 0                                                    |
| 92                                                   | 13 juni 2012                                         | Duitsland – Nederland                                | 2 – 1                                                | EK 2012                                              | 0                                                    | 2                                                    |
| 93                                                   | 17 juni 2012                                         | Denemarken – Duitsland                               | 1 – 2                                                | EK 2012                                              | 0                                                    | 1                                                    |
| 94                                                   | 22 juni 2012                                         | Duitsland – Griekenland                              | 4 – 2                                                | EK 2012                                              | 0                                                    | 0                                                    |
| 95                                                   | 28 juni 2012                                         | Duitsland – Italië                                   | 1 – 2                                                | EK 2012                                              | 0                                                    | 0                                                    |
| 96                                                   | 12 oktober 2012                                      | Ierland – Duitsland                                  | 1 – 6                                                | Kwalificatie WK 2014                                 | 0                                                    | 1                                                    |
| 97                                                   | 16 oktober 2012                                      | Duitsland – Zweden                                   | 4 – 4                                                | Kwalificatie WK 2014                                 | 0                                                    | 0                                                    |
| 98                                                   | 22 maart 2013                                        | Kazachstan – Duitsland                               | 0 – 3                                                | Kwalificatie WK 2014                                 | 1                                                    | 0                                                    |
| 99                                                   | 11 oktober 2013                                      | Duitsland – Ierland                                  | 3 – 0                                                | Kwalificatie WK 2014                                 | 0                                                    | 0                                                    |
| 100                                                  | 15 oktober 2013                                      | Zweden – Duitsland                                   | 3 – 5                                                | Kwalificatie WK 2014                                 | 0                                                    | 0                                                    |
| 101                                                  | 5 maart 2014                                         | Duitsland – Chili                                    | 1 – 0                                                | Vriendschappelijk                                    | 0                                                    | 0                                                    |
| 102                                                  | 6 juni 2014                                          | Duitsland – Armenië                                  | 6 – 1                                                | Vriendschappelijk                                    | 0                                                    | 1                                                    |
| 103                                                  | 21 juni 2014                                         | Ghana – Duitsland                                    | 2 – 2                                                | WK 2014                                              | 0                                                    | 0                                                    |
| 104                                                  | 26 juni 2014                                         | Verenigde Staten – Duitsland                         | 0 – 1                                                | WK 2014                                              | 0                                                    | 0                                                    |
| 105                                                  | 30 juni 2014                                         | Algerije – Duitsland                                 | 1 – 2                                                | WK 2014                                              | 0                                                    | 0                                                    |
| 106                                                  | 4 juli 2014                                          | Frankrijk – Duitsland                                | 0 – 1                                                | WK 2014                                              | 0                                                    | 0                                                    |
| 107                                                  | 8 juli 2014                                          | Brazilië – Duitsland                                 | 1 – 7                                                | WK 2014                                              | 0                                                    | 0                                                    |
| 108                                                  | 13 juli 2014                                         | Argentinië – Duitsland                               | 0 – 1                                                | WK 2014                                              | 0                                                    | 0                                                    |
| 109                                                  | 29 maart 2015                                        | Georgië – Duitsland                                  | 0 – 2                                                | Kwalificatie EK 2016                                 | 0                                                    | 0                                                    |
| 110                                                  | 10 juni 2015                                         | Duitsland – Verenigde Staten                         | 1 – 2                                                | Vriendschappelijk                                    | 0                                                    | 0                                                    |
| 111                                                  | 13 juni 2015                                         | Gibraltar – Duitsland                                | 0 – 7                                                | Kwalificatie EK 2016                                 | 0                                                    | 0                                                    |
| Als speler bij Manchester United                     |                                                      |                                                      |                                                      |                                                      |                                                      |                                                      |
| 112                                                  | 4 september 2015                                     | Duitsland – Polen                                    | 3 – 1                                                | Kwalificatie EK 2016                                 | 0                                                    | 0                                                    |
| 113                                                  | 7 september 2015                                     | Schotland – Duitsland                                | 2 – 3                                                | Kwalificatie EK 2016                                 | 0                                                    | 0                                                    |
| 114                                                  | 13 november 2015                                     | Frankrijk – Duitsland                                | 2 – 0                                                | Vriendschappelijk                                    | 0                                                    | 0                                                    |
| 115                                                  | 4 juni 2016                                          | Duitsland – Hongarije                                | 2 – 0                                                | Vriendschappelijk                                    | 0                                                    | 0                                                    |
| 116                                                  | 12 juni 2016                                         | Duitsland – Oekraïne                                 | 2 – 0                                                | EK 2016                                              | 1                                                    | 0                                                    |
| 117                                                  | 21 juni 2016                                         | Noord-Ierland – Duitsland                            | 0 – 1                                                | EK 2016                                              | 0                                                    | 0                                                    |
| 118                                                  | 26 juni 2016                                         | Duitsland – Slowakije                                | 3 – 0                                                | EK 2016                                              | 0                                                    | 0                                                    |
| 119                                                  | 2 juli 2016                                          | Duitsland – Italië                                   | 1 – 1 (6 – 5 n.s.)                                   | EK 2016                                              | 0                                                    | 0                                                    |
| 120                                                  | 7 juli 2016                                          | Duitsland – Frankrijk                                | 0 – 2                                                | EK 2016                                              | 0                                                    | 0                                                    |
| 121                                                  | 31 augustus 2016                                     | Duitsland – Finland                                  | 2 – 0                                                | Vriendschappelijk                                    | 0                                                    | 0                                                    |

## Erelijst
| Competitie            |                |                                                                        |                |                |
| Competitie            | Aantal         | Jaren                                                                  |                |                |
| Bayern München        | Bayern München | Bayern München                                                         | Bayern München | Bayern München |
| --------------------- | -------------- | ---------------------------------------------------------------------- | -------------- | -------------- |
| UEFA Champions League | 1x             | 2012/13                                                                |                |                |
| UEFA Super Cup        | 1x             | 2013                                                                   |                |                |
| FIFA Club World Cup   | 1x             | 2013                                                                   |                |                |
| Bundesliga            | 8x             | 2002/03, 2004/05, 2005/06, 2007/08, 2009/10, 2012/13, 2013/14, 2014/15 |                |                |
| DFB-Pokal             | 7x             | 2002/03, 2004/05, 2005/06, 2007/08, 2009/10, 2012/13, 2013/14          |                |                |
| DFB-Ligapokal         | 2x             | 2004, 2007                                                             |                |                |
| DFL-Supercup          | 1x             | 2010                                                                   |                |                |
| Manchester United     |                |                                                                        |                |                |
| UEFA Europa League    | 1x             | 2016/17                                                                |                |                |
| FA Cup                | 1x             | 2015/16                                                                |                |                |
| FA Community Shield   | 1x             | 2016                                                                   |                |                |
| EFL Cup               | 1x             | 2016/17                                                                |                |                |
| Duitsland             |                |                                                                        |                |                |
| FIFA WK               | 1x             | 2014                                                                   |                |                |

## Privé
Schweinsteiger heeft een Nederlandse overgrootvader. Zijn oudere broer Tobias is eveneens profvoetballer. Daarom luistert hij ook wel naar de bijnamen Schweini en Basti. Schweinsteiger trouwde op 12 juli 2016 met Ana Ivanović. Op 19 maart 2018 werd hij vader van een zoon. In augustus 2019 werden zij opnieuw ouders van een zoon.